# Schneider Grünau 8
Schneider Grünau 8 – niemiecki szybowiec szkolny, jedna z pierwszych na świecie konstrukcji z miejscami w układzie tandem.

## Historia
Szybowiec został zaprojektowany przez Wolfa Hirtha i Edmunda Schneidera, jako rozwinięcie wcześniejszej konstrukcji noszącej oznaczenie Grunau 6. Prototyp powstał ok. 1932 r. w zakładach Flugzeugbau Schneider w Jeżowie Sudeckim i tam też został oblatany. Głównym przeznaczeniem szybowca była nauka pilotażu w lotach holowanych. Maszyna została zbudowana jako jedna z pierwszych na świecie konstrukcji z miejscami w układzie tandem. 
Po II wojnie światowej jeden egzemplarz (nr fabryczny 2205) został odnaleziony na ziemiach odzyskanych. 17 października 1946 r. został zarejestrowany ze znakami SP-356. Został wyremontowany w Instytucie Szybownictwa i był eksploatowany m.in. w Aeroklubie Łódzkim. Z rejestru statków powietrznych został wykreślony 27 listopada 1950 r.

## Konstrukcja
Dwumiejscowy szybowiec szkolny w układzie grzbietopłata o konstrukcji drewnianej.
Kadłub o przekroju sześciokątnym, kryty sklejką, z otwartą kabiną załogi. Po lewej stronie kadłuba znajdowały się niewielkie drzwiczki ułatwiające zajęcie miejsca w drugiej kabinie, nad którą też znajdowała się piramidka do mocowania płata. Skrzydło miało konstrukcję dwudźwigarową, było kryte w części kesonowej sklejką a dalej płótnem. Było podparte parą zastrzałów. Usterzenie klasyczne, krzyżowe. Statecznik poziomy dwuczęściowy, usztywniony zastrzałem mocowanym do statecznika pionowego. Podwozie składało się z podkadłubowej płozy oraz płozy ogonowej, do startu i manewrowania na lotnisku stosowano dwukołowy wózek.